# Probołowice
Probołowice – wieś w Polsce, położona w województwie świętokrzyskim, w powiecie pińczowskim, w gminie Złota.
Przez wieś przebiega szlak Małopolska Droga św. Jakuba.
W latach 1975–1998 miejscowość administracyjnie należała do województwa kieleckiego.
W 1861 r. mieszkańcy wsi odmówili dalszego wykonywania darmowej pracy na rzecz dworu zwanej pańszczyzną. Dalsze wykonywanie pańszczyzny wymuszono przy użyciu siły dwóch rot wojska rosyjskiego.

## Części wsi
| SIMC    | Nazwa      | Rodzaj     |
| ------- | ---------- | ---------- |
| 0280531 | Młynek     | przysiółek |
| 0280548 | Plebańskie | część wsi  |
| 0280554 | Podlesie   | część wsi  |

## Zabytki
Drewniany kościół parafialny pw. św. Jakuba Apostoła z 1759 r. oraz drewniana dzwonnica z połowy XIX w., wpisane do rejestru zabytków nieruchomych (nr rej.: A.667/1-2 z 9.04.1972).